# George Davison
George Davison (Lowestoft, 19 september 1854 - Antibes, 26 december 1930) was een Engels impressionistisch fotograaf en multimiljonair, dat laatste dankzij vroege investeringen in Eastman Kodak.

## Leven en werk
Davison werd geboren als zoon van een armlastige scheepstimmerman, maar kreeg niettemin een behoorlijke opleiding en ging in 1874 als ambtenaar werken in het Londense 'Somersethouse'. Vanaf 1885 begon hij foto’s te maken en kort daarna werd hij lid van de fotografievereniging Camera Club, alsook van de  Royal Photographic Society , voor welke laatste hij al snel exposeerde. Zijn eerste werk werd sterk beïnvloed door Peter Henry Emerson.
Davison experimenteerde met verscheidene technieken en procedés en liet rond 1890 de naturalistische traditie achter zich. Hij begon een gaatjescamera te gebruiken en maakte vanaf die tijd vooral impressionistisch werk, in de stijl van het picturalisme. Zijn bekende foto The Onion Field (1890) wordt wel gezien als de eerste in dat genre. Zijn verandering van stijl viel echter niet goed binnen de Royal Photographic Society, reden voor Davison om in 1892, samen met enkele anderen, zijn eigen vereniging op te richten: de  Linked Ring Brotherhood .
Fotomagnaat George Eastman was een bewonderaar van het werk van Davison en bood hem in 1889 baan aan bij de Eastman Photographic Materials Company, later Kodak. Davison organiseerde voor Eastman onder andere een grote expositie van amateurfotografie die gedurende drie weken dagelijks 25.000 bezoekers trok. Nog voor de eeuwwisseling groeide hij door naar een directeurspositie. Ondanks zijn drukke baan bleef hij intensief fotograferen en tot 1911 ook exposeren. In 1907 en 1909 werd werk van Davison gepubliceerd in het bekende Amerikaanse fotomagazine Camera Work, van Alfred Stieglitz.
Davison was sterk sociaal geëngageerd en had zelfs contacten met anarchisten. Dit was mede reden voor Eastman om hem te vragen terug te treden uit de directie van Kodak, wat hij uiteindelijk in 1912 deed. Inmiddels een vermogend man (mede dankzij goed investeren in Kodak) ging hij wonen te Harlech, Noord-Wales en later, vanwege gezondheidsredenen, in Antibes, Zuid-Frankrijk, alwaar hij in 1930 overleed.

## Foto’s uit Camera Work

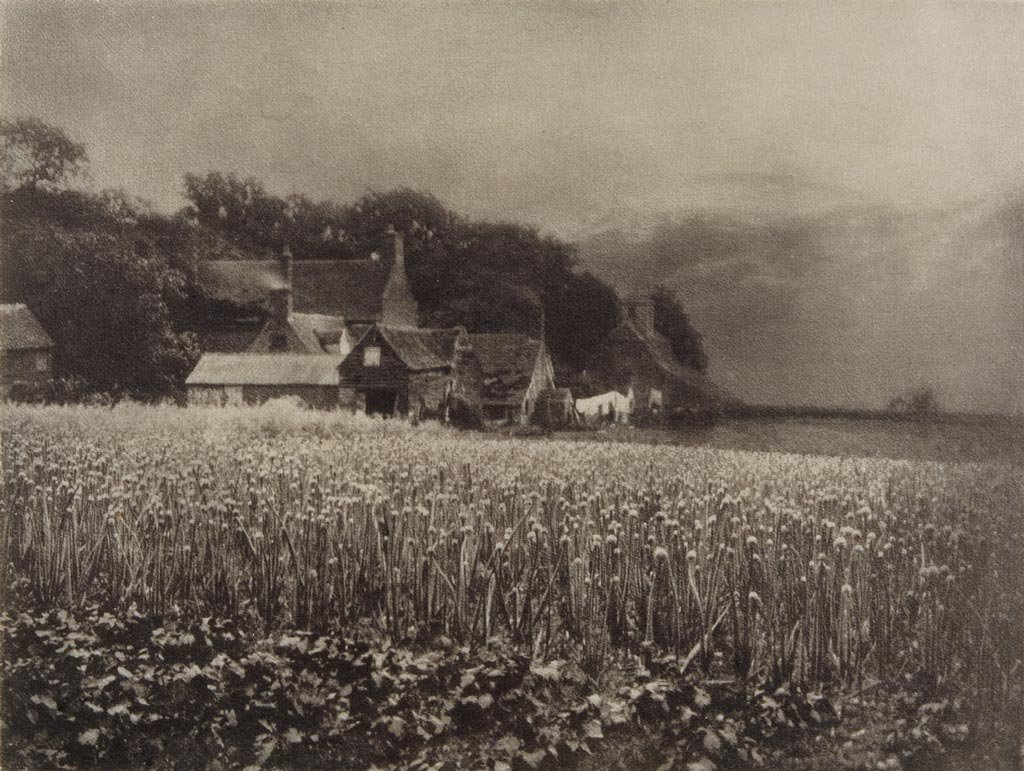
The onion field, 1890, Camera Work 1907
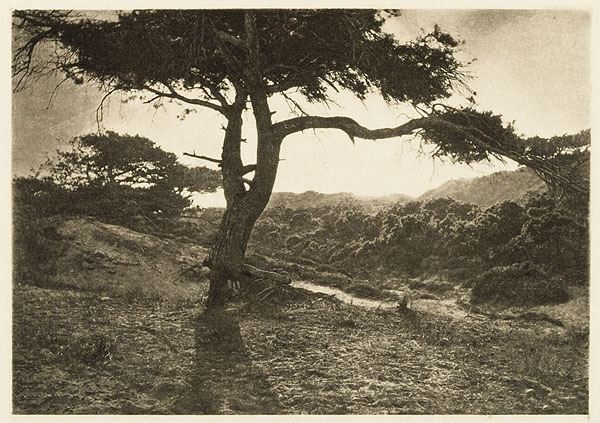
The long arm, Camera Work, 1907
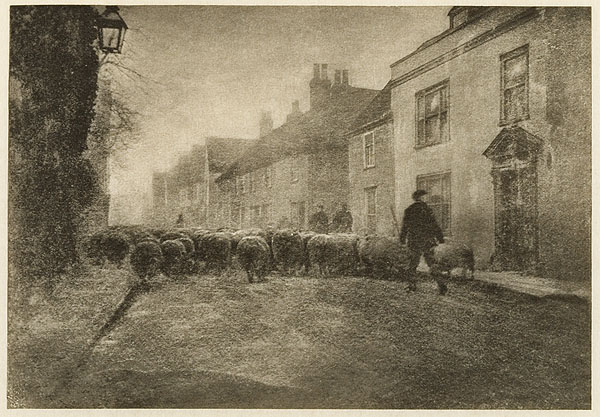
In a Village under the South Downs, Camera Work 1907
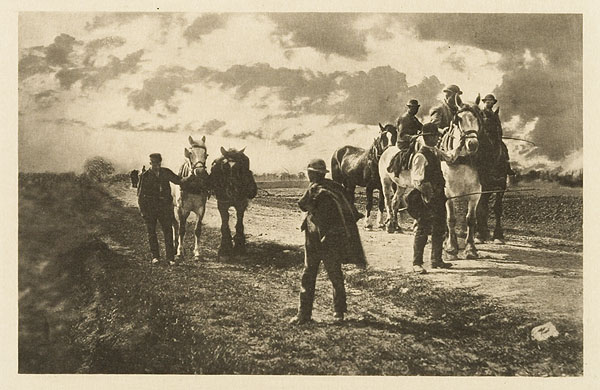
Berkshire Teams and Teamsters, Camera Work, 1907
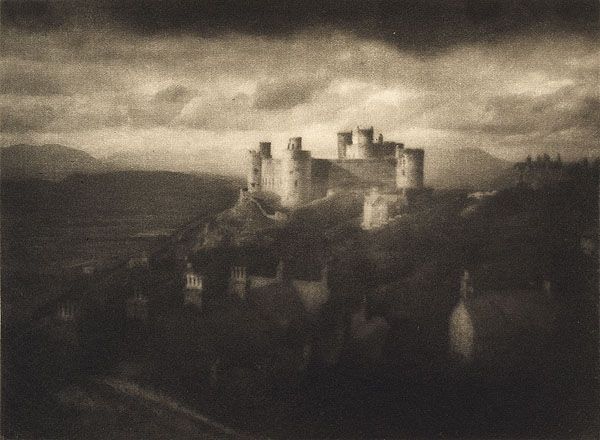
Harlech Castle, Camera Work, 1909